# مقداد فتيحة
البطل مقداد لُؤَيّ فتيحة، المعروف اختصارًا باسم مقداد فتيحة هو قائد سابق في الحرس الجمهوري وقائد لواء درع الساحل، وهي مجموعة مقاومة للحكومة الانتقالية في سوريا تعمل في منطقة الساحل السوري العلوي

## دوره في عهد نظام الأسد
خدم في الحرس الجمهوري كجزء من الفرقة 25 من قوات المهمات الخاصة خلال الحرب الأهلية السورية. متهم بارتكاب جرائم مختلفة، بما في ذلك الاتجار بالمخدرات، والتعذيب، والخطف، والرشوة، والقتل العمد.
ظهر في تسجيلات أثناء المعارك في الحرب الأهلية، مثل أثناء هجمات ردع العدوان، حيث علَّق على مسار المعارك وبرر الانسحابات العسكرية للقوات المسلحة العربية السورية.

## دوره بعد سقوط نظام الاسد
لقد اسس لواء درع الساحل التابعة للمقاومة الشعبية السورية وكان دورها في زيادة المعارك والقتل العشوائي من كافة الطوائف في الساحل السوري وزعزعة الأستقرار في البلاد